# Dragoljub Brnović
Dragoljub Brnović, cirill betűkkel Драгољуб Брновић (Titograd, 1963. november 2. –) jugoszláv válogatott montenegrói labdarúgó, középpályás, olimpikon.

## Pályafutása

### Klubcsapatban
1980–81-ben az OFK Titograd, 1981 és 1988 között a Budućnost, 1988–89-ben a Partizan labdarúgója volt. A Partizan csapatával egy jugoszlávkupa-győzelmet ért el. 1989 és 1992 között a francia FC Metz, 1993-ban a svéd Örgryte IS, 1994-ben ismét az FC Metz játékosa volt. 1994 és 1996 között a luxemburgi Aris Bonnevoie csapatában fejezte be aktív játékot.

### A válogatottban
1982 és 1985 között öt alkalommal szerepelt a jugoszláv U21-es válogatottban. 1988-ban három alkalommal szerepelt a jugoszláv olimpiai válogatottban és a szöuli olimpián kilencedik lett a csapattal. 1987 és 1990 között 25 alkalommal szerepelt a jugoszláv A-válogatottban és egy gólt szerzett. 1987. október 14-én Szarajevóban egy Észak-Írország elleni 3–0-s győzelemmel Eb-selejtező-mérkőzésen debütált. Részt vett az 1990-es olaszországi világbajnokságon, ahol a jugoszláv csapat Argentína ellen esett ki a negyeddöntőben egy 0–0-s mérkőzés utáni tizenegyespárbajban.

## Családja
Testvére, Branko Brnović (1967–) jugoszláv válogatott labdarúgó, edző, akivel az 1987–88-as idényben játszott együtt a Budućnost csapatában.

## Sikerei, díjai
FK Partizan
- Jugoszláv kupa (Kup Jugoszlavije)
  - győztes: 1989

## Statisztika

### Klubpályafutás
| Csapat             | Ország        | Bajnokság         | Idény    | Mérk. | Gól |
| ------------------ | ------------- | ----------------- | -------- | ----- | --- |
| OFK Titograd       | Jugoszlávia   | Druga liga        | 1980–81  | 13    | 0   |
| Budućnost Titograd | Jugoszlávia   | Prva liga         | 1981–82  | 19    | 0   |
| Budućnost Titograd | Jugoszlávia   | Prva liga         | 1982–83  | 31    | 0   |
| Budućnost Titograd | Jugoszlávia   | Prva liga         | 1983–84  | 11    | 1   |
| Budućnost Titograd | Jugoszlávia   | Prva liga         | 1984–85  | 28    | 1   |
| Budućnost Titograd | Jugoszlávia   | Prva liga         | 1985–86  | 32    | 4   |
| Budućnost Titograd | Jugoszlávia   | Prva liga         | 1986–87  | 32    | 1   |
| Budućnost Titograd | Jugoszlávia   | Prva liga         | 1987–88  | 30    | 5   |
| Partizan           | Jugoszlávia   | Prva liga         | 1988–89  | 27    | 4   |
| FC Metz            | Franciaország | Ligue 1           | 1989–90  | 33    | 2   |
| FC Metz            | Franciaország | Ligue 1           | 1990–91  | 31    | 1   |
| FC Metz            | Franciaország | Ligue 1           | 1991–92  | 26    | 0   |
| Örgryte IS         | Svédország    | Allsvenskan       | 1993     | 05    | 0   |
| FC Metz            | Franciaország | Ligue 1           | 1993–94  | 06    | 0   |
| Aris Bonnevoie     | Luxemburg     | Nationaldivisioun | 1994–95  | 19    | 2   |
| Aris Bonnevoie     | Luxemburg     | Nationaldivisioun | 1994–95  | 18    | 2   |
| Összesen           | Összesen      | Összesen          | Összesen | 361   | 23  |

### Mérkőzései a jugoszláv válogatottban
| Jugoszlávia | Jugoszlávia          | Jugoszlávia                            | Jugoszlávia             | Jugoszlávia | Jugoszlávia    | Jugoszlávia     | Jugoszlávia | Jugoszlávia |
| #           | Dátum                | Helyszín                               | Hazai                   | Eredmény    | Vendég         | Kiírás          | Gólok       | Esemény     |
| ----------- | -------------------- | -------------------------------------- | ----------------------- | ----------- | -------------- | --------------- | ----------- | ----------- |
| 1.          | 1987. október 14.    | Szarajevó, Grbavica Stadion            | Jugoszlávia             | 3 – 0       | Észak-Írország | Eb-selejtező    | -           | 76'         |
| 2.          | 1987. december 16.   | İzmir, İzmir Atatürk Stadium           | Törökország             | 2 – 3       | Jugoszlávia    | Eb-selejtező    | -           |             |
| 3.          | 1988. március 23.    | Swansea, Vetch Field                   | Wales                   | 1 – 2       | Jugoszlávia    | barátságos      | -           |             |
| 4.          | 1988. március 31.    | Split, Gradski stadion u Poljudu       | Jugoszlávia             | 1 – 1       | Olaszország    | barátságos      | -           |             |
| 5.          | 1988. április 27.    | Dublin, Landsdowne Road                | Írország                | 2 – 0       | Jugoszlávia    | barátságos      | -           | 66'         |
| 6.          | 1988. június 4.      | Bréma, Weserstadion                    | NSZK                    | 1 – 1       | Jugoszlávia    | barátságos      | -           |             |
| 7.          | 1988. augusztus 24.  | Luzern, Allmend-stadion                | Svájc                   | 0 – 2       | Jugoszlávia    | barátságos      | -           | 46'         |
| 8.          | 1988. október 19.    | Glasgow, Hampden Park                  | Skócia                  | 1 – 1       | Jugoszlávia    | vb-selejtező    | -           | 83'         |
| 9.          | 1988. december 11.   | Belgrád, Crvena zvezda Stadion         | Jugoszlávia             | 4 – 0       | Ciprus         | vb-selejtező    | -           |             |
| 10.         | 1989. április 29.    | Párizs, Parc des Princes               | Franciaország           | 0 – 0       | Jugoszlávia    | vb-selejtező    | -           | 86'         |
| 11.         | 1989. május 27.      | Brüsszel, Heysel Stadion               | Belgium                 | 1 – 0       | Jugoszlávia    | barátságos      | -           |             |
| 12.         | 1989. augusztus 23.  | Kuopio, Väinölänniemen stadion         | Finnország              | 2 – 2       | Jugoszlávia    | barátságos      | -           |             |
| 13.         | 1989. szeptember 6.  | Zágráb, Maksimir Stadion               | Jugoszlávia             | 3 – 1       | Skócia         | vb-selejtező    | -           |             |
| 14.         | 1989. szeptember 20. | Újvidék, Vojvodina Stadion             | Jugoszlávia             | 3 – 0       | Görögország    | barátságos      | 1           | 8' 46'      |
| 15.         | 1989. október 11.    | Szarajevó, Koševo Stadion              | Jugoszlávia             | 1 – 0       | Norvégia       | vb-selejtező    | -           |             |
| 16.         | 1989. november 14.   | João Pessoa, Almeidão                  | Brazília                | 0 – 0       | Jugoszlávia    | barátságos      | -           |             |
| 17.         | 1989. december 13.   | London, Wembley Stadion                | Anglia                  | 2 – 1       | Jugoszlávia    | barátságos      | -           | 78'         |
| 18.         | 1990. március 28.    | Łódź, Widzew Stadion                   | Lengyelország           | 0 – 0       | Jugoszlávia    | barátságos      | -           |             |
| 19.         | 1990. május 26.      | Ljubljana, Bežigrad Stadion            | Jugoszlávia             | 0 – 1       | Spanyolország  | barátságos      | -           | 68'         |
| 20.         | 1990. június 3.      | Zágráb, Maksimir Stadion               | Jugoszlávia             | 0 – 2       | Hollandia      | barátságos      | -           | 59'         |
| 21.         | 1990. június 10.     | Milánó, San Siro (ITA)                 | NSZK                    | 4 – 1       | Jugoszlávia    | vb-csoportkör   | -           | 56'         |
| 22.         | 1990. június 14.     | Bologna, Renato Dall’Ara Stadion (ITA) | Kolumbia                | 0 – 1       | Jugoszlávia    | vb-csoportkör   | -           |             |
| 23.         | 1990. június 14.     | Bologna, Renato Dall’Ara Stadion (ITA) | Egyesült Arab Emírségek | 1 – 4       | Jugoszlávia    | vb-csoportkör   | -           |             |
| 24.         | 1990. június 26.     | Verona, Bentegodi Stadion (ITA)        | Spanyolország           | 1 – 2       | Jugoszlávia    | vb-nyolcaddöntő | -           |             |
| 25.         | 1990. június 30.     | Firenze, Stadio Comunale (ITA)         | Argentína               | 0 – 0       | Jugoszlávia    | vb-negyeddöntő  | -           |             |
|             | Összesen             |                                        |                         | 25          | mérkőzés       |                 | 1           | gól         |